# Guy (Arkansas)
Guy è un comune degli Stati Uniti d'America, situato in Arkansas, nella contea di Faulkner.